# Evangelická fara v Holčovicích
Bývalá evangelická fara, sídlo obecního úřadu, se nachází v Holčovicích, okrese Bruntál. Fara byla zapsána do seznamu kulturních památek před rokem 1988.

## Historie
Evangelická fara byla postavena v letech 1785–1786 v blízkosti už neexistujícího evangelického kostela. V budově fary se nachází Obecní úřad Holčovice.

## Architektura
Barokní patrová stavba s prvky klasicismu má obdélníkový půdorys zakončena mansardovou střechou s vikýři. Střecha je krytá břidlicí. Fasáda je členěná šesti boční třemi okenními osami a lizénovými rámy bílé barvy na hrubé červené omítce. V nárožích lizénové rámy jsou sdružené. V hlavním průčelí je vstup dvoukřídlými dveřmi do síně. Dveře jsou řezbářsky zdobené. Okna jsou zasazena v šambránách s klenákem nahoře a uchy po stranách. V zadním průčelí, které je děleno pěti okenními osami, je v ose přistavěn zděný přístavek krytý sedlovou střechou.

## Interiér
Interiérová dispozice je centrálně rozdělená chodbou, která vede ke schodišti v zadní části budovy. Místnosti mají trámové ploché stropy, místnost kuchyně má valenou klenbu s lunetami. V patře jsou stropy ploché s fabionovou římsou a štukovými zrcadly.